# Peter 1. af Oldenborg
Peter 1. af Oldenborg (dansk: Peter Frederik Ludvig; tysk: Peter Friedrich Ludwig; født 17. januar 1755, død 21. maj 1829) var regent af Hertugdømmet Oldenborg for sin fætter hertug Peter Frederik Vilhelm af Oldenborg fra 1785 til 1823, og var herefter selv hertug af Oldenborg fra 1823 til 1829.

## Eksterne links
- Wikimedia Commons har flere filer relateret til Peter 1. af Oldenborg

| Peter 1.Huset Slesvig-Holsten-GottorpSidelinje af Huset OldenburgFødt: 17. januar 1755 Død: 21. maj 1829 |                                   |                                                                     |
| Titler som regent                                                                                        |                                   |                                                                     |
| Foregående: Peter Frederik Vilhelm                                                                       | Hertug af Oldenborg 1823 – 1829   | Efterfølgende: August 1.                                            |
| Foregående: Frederik August 1.                                                                           | Fyrstbiskop af Lübeck 1785 – 1803 | Efterfølgende: Ingen (Fyrstbispedømmet Lübeck sækulariseret i 1803) |